# Revsundssjön
Revsundssjön är en sjö i Bräcke kommun i Jämtland och ingår i Ljungans huvudavrinningsområde. Sjön är 20 meter djup, har en yta på 73,4 kvadratkilometer och befinner sig 288 meter över havet. Revsundssjön ligger i  det Natura-2000-område som kallas Gimån uppströms Holmsjön och skyddas av fågeldirektivet. Sjön avvattnas av vattendraget Gimån.
I sjön ligger Ammerön, som är en av Sveriges största insjööar. Gimån har sitt utlopp i Ljungan vid Torpshammar i Medelpad.
Den fiskrika sjön har ett bestånd som främst består av abborre, gädda, harr, öring, mört, sik och röding. På sommaren kan man ta en tur med S/S Alma af Stafre, som är ett av Sveriges äldsta fungerande ångfartyg.

## Delavrinningsområde
Revsundssjön ingår i delavrinningsområde (696518-146498) som SMHI kallar för Utloppet av Revsundssjön. Medelhöjden är 330 meter över havet och ytan är 304,11 kvadratkilometer. Räknas de 149 avrinningsområdena uppströms in blir den ackumulerade arean 1 664,74 kvadratkilometer. Gimån som avvattnar avrinningsområdet har biflödesordning 2, vilket innebär att vattnet flödar genom totalt 2 vattendrag innan det når havet efter 186 kilometer. Avrinningsområdet består mestadels av skog (60 procent). Avrinningsområdet har 76,33 kvadratkilometer vattenytor vilket ger det en sjöprocent på 25,1 procent. Bebyggelsen i området täcker en yta av 3,65 kvadratkilometer eller 1 procent av avrinningsområdet.